# تسوية لوكسمبورغ
كانت تسوية لوكسمبورغ (أو «اتفاق لوكسمبورغ») اتفاقا تم التوصل إليه في يناير 1966 لحل «أزمة المقعد الفارغ» التي تسببت في جمود داخل الجماعة الاقتصادية الأوروبية.

## شارل ديغول

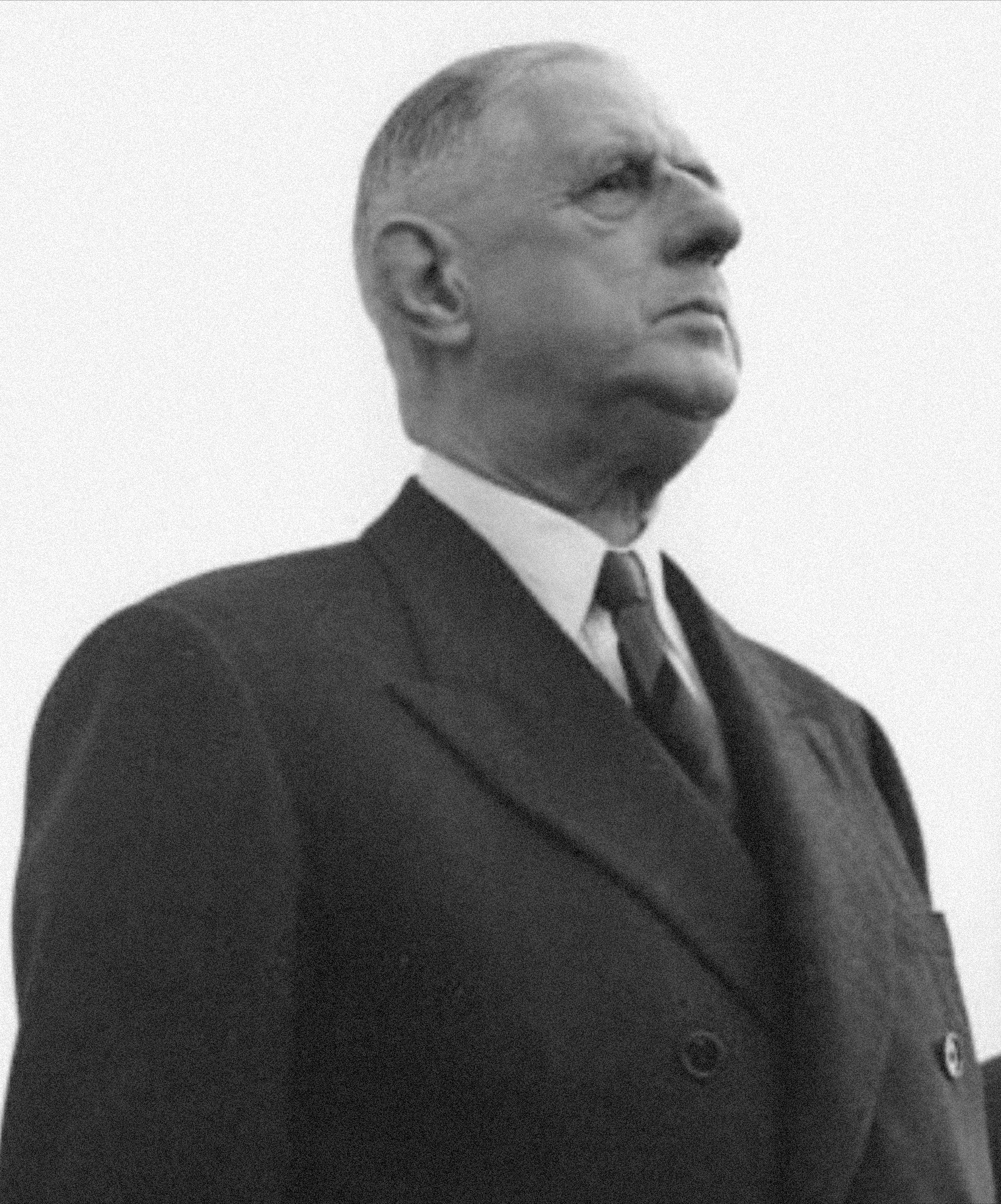
الرئيس شارل ديغول، عام 1961

في حين أن الآباء المؤسسين للجماعة الاقتصادية الأوروبية (كونراد أديناور و‌روبرت شومان وجان مونيه) كانوا من دعاة الاندماج الأوروبي، كان شارل ديغول قوميا فرنسيا. في عام 1960، كان ديغول يعتقد أنه ينبغي إنشاء مجلس لرؤساء الحكومات مع أمانة في باريس. كان يرغب في مؤسسة أوروبية تمنح فرنسا قوة أكبر في أوروبا. كما سعى إلى إنشاء اتحاد سياسي لتعزيز الاتحاد الاقتصادي القائم بالفعل، وهو الجماعة الاقتصادية الأوروبية. وكانت هذه ثاني محاولة له لخلق المزيد من التنسيق السياسي في أوروبا، أولها اقتراح فرانكو-إيطالي الذي كان يتطلب من وزراء الخارجية أن يجتمعوا بشكل منتظم خارج هياكل الجماعة الاقتصادية الأوروبية. وسارع الهولنديون إلى عرقلة هذا الاقتراح، مفضلين الإبقاء على أي محادثات للاتحاد السياسي داخل الاتحاد الأوروبي الغربي.
التقى مستشار ألمانيا الغربية كونراد أديناور مع ديغول في يوليو 1960 حيث قدم ديغول خطة من تسع نقاط بعنوان «مذكرة حول موضوع تنظيم أوروبا». في هذه الخطة، اقترح ديغول تقليص النفوذ فوق الوطني وإنهاء التكامل الذي تقوده الولايات المتحدة. سرعان ما أصبح واضحًا للأعضاء الخمسة الآخرين في الجماعة الاقتصادية الأوروبية أن ديغول كان يخطط لإنشاء اتحاد سياسي من شأنه أن يقطع ليس فقط النفوذ الأمريكي ولكن النفوذ البريطاني أيضًا. وعلاوة على ذلك، فإنه سيعيد تشكيل المؤسسات الاقتصادية الأوروبية القائمة. وستدعو الخطة إلى قمم دورية وبرلمان يتكون من ممثلين من كل برلمان من الدول الأعضاء واستفتاء وطني.
كان الخمسة الآخرون مهتمين بالاتحاد السياسي، لكنهم أعربوا عن قلقهم بشأن التكوين الجديد. وافق المستشار أديناور على مضض على الخطة، طالما أنه يمكن تضمين أحكام من شأنها إبقاء حلف شمال الأطلسي في أوروبا والحفاظ على أجهزة الجماعة الاقتصادية الأوروبية القائمة. وكان وزير الخارجية الهولندي جوزيف لونز مقاوما لهذه إعادة التنظيم الجديدة، خشية أن يؤدي إستبعاد المملكة المتحدة وحلف شمال الأطلسي إلى تعريض أوروبا للخطر. فضلا عن ذلك فإن خطط ديجول كانت لتعني أوروبا أكثر حكومية، حيث تستقر أغلب السلطة مع الدول الأعضاء وليس في المنظمات فوق الوطنية.